# キングス・オブ・サマー
『キングス・オブ・サマー』（原題:The Kings of Summer）は2013年にアメリカ合衆国で公開されたコメディ映画である。監督はジョーダン・ヴォート＝ロバーツ、主演はニック・ロビンソンが務めた。

## ストーリー
アイデンティティが確立しつつあったジョーにとって、父親のフランクがあれこれと干渉してくるのは腹立たしいことこの上ないものであった。長年、ジョーを男手一つで育ててきたフランクからしてみれば、その干渉はあくまでもジョーを思うが故の行動であった。そんなある日の夜、ジョーの怒りはついに爆発し、彼は親友のパトリックと共に森の中へと逃げ込んでいった。パトリックも普段の生活に苛立っていたのである。2人は森でビアジオという名前の少年と出会い、一緒に行動することとなった。取り敢えず、3人は森の中に家を建てることにした。完成した家の中で、3人は自由を謳歌していると実感する一方で、森の中での孤立感も味わっていた。食料調達の分担について話し合った結果、ジョーとビアジオが狩猟を、パトリックが採集を担当することとなった。数週間後、パトリックとジョーの家出は失踪事件として扱われ、複数のテレビ番組で取り上げられるに至っていた。バスの中でジョーの所持品が見つかったとの知らせを聞いたフランクは、息子が自分をからかっているのだろうと思うようになった。
ある日、ジョーが思い人であるケリーを家に招きたいと言い出したため、パトリックとジョーは口論になった。口論の末に、パトリックは渋々ケリーの来訪を認めたが、思わぬ事態が発生した。ケリーがパトリックに好意を寄せるようになったのである。その様子を見たジョーはパトリックに対抗心を抱き、モノポリーでパトリックを散々に打ち負かそうとした。しかし、その感情が仇になって、ジョーはパトリックに敗北を喫してしまった。2人は取っ組み合いの喧嘩になった。ケリーが来なければ3人は仲良く暮らせたはずだと思い込んだジョーは、彼女に向かって「癌のような女」「ビッチ」と罵声を浴びせた。その言葉にショックを受けたケリーは、失意のまま3人の家を後にした。パトリックがケリーのことを良く思っていないことを知った上で、ジョーは「女のケツでも追いかけていろよ」とパトリックを嘲り、彼の古傷を蹴り上げた。身勝手なジョーに耐えきれなくなったパトリックは家を飛び出し、ケリーの後を追った。ケリーを宥めているうちに、パトリックは勢いで彼女とキスをしてしまった。やけを起こしたジョーはビアジオをも追い出し、森の中での一人暮らしを始めることになった。
1ヶ月後、ジョーは森の中での一人暮らしを続けていたが、食料調達のための資金が尽きたため、狩りをすることにした。手間取りながらも、ジョーはウサギを仕留めることができた。しかし、その後始末が不適切であったために、ジョーは生命の危機に立たされることとなった。

## キャスト
- ニック・ロビンソン - ジョー・トイ
- ガブリエル・バッソ - パトリック・キーナン
- モイセス・アリアス - ビアジオ
- ニック・オファーマン - フランク・トイ
- アリソン・ブリー - ヘザー・トイ
- メーガン・ムラーリー - ミセス・キーナン
- マーク・エヴァン・ジャクソン - ミスター・キーナン
- ユージン・コルデロ - コリン
- メアリー・リン・ライスカブ - キャプテン・デイヴィス
- トーマス・ミドルディッチ - ルーキー・コップ
- エリン・モリアーティ - ケリー
- ネイサン・キース - ポール
- アンジェラ・トリンバー - フェイスペイントを施した女性
- クメイル・ナンジアニ - ゲイリー
- オースティン・エイブラムス - アーロン
- クレイグ・カッコウスキー - ミスター・ラーソン
- リリ・ラインハート - ヴィッキー
- クリストファー・カーター - 子供
- ハンニバル・ブレス - バスの運転手
- トニー・ヘイル - バスの乗客

## 製作
本作の主要撮影は2012年の夏にオハイオ州クリーブランド、チャグリンフォールズ、リンドハーストで行われた。

## 公開
2013年1月19日、本作はサンダンス映画祭で『Toy's House』というタイトルでプレミア上映された。その後間もなくして、CBSフィルムズが本作の配給権を購入した。4月3日にクリーブランド国際映画祭で上映されるに当たって、本作のタイトルは『The Kings of Summer』に変更された。当初の予定では、本作は2013年6月14日に全米公開されるはずだったが、後に公開日が同年5月31日に前倒しされた。

## 評価
本作は批評家から肯定的に評価された。映画批評集積サイトのRotten Tomatoesには111件のレビューがあり、批評家支持率は76%、平均点は10点満点で6.9点となっている。サイト側による批評家の見解の要約は「チャーミングな演技と青年期特有の屈折した心理を愛らしく描写したため、『キングス・オブ・サマー』は山のように存在する青春映画の作品群に鮮やかなエントリーを果たせた。」となっている。
『シカゴ・トリビューン』のシエラ・オマリーは「美しいシーンの数々としっかりした演技があるにも拘わらず、新人脚本家のクリス・ギャレッタが執筆した脚本が足を引っ張っている。各シーンに込められた感情的な意味を説明しすぎており、雰囲気をシットコム風に盛り上げようとしている（しかも、その出来はあまり良くない）。これが映画に込められたまっすぐな思いを台無しにしている。『キングス・オブ・サマー』は深遠なものに接近し、それに恋い焦がれているように思えるが、同時に、深遠なものをそのまま表現することへの恐怖が見えている。この作品には称賛すべき点が多い。それは間違いない。しかし、全体の印象として、信念を貫くだけの勇気に欠けた作品であるという感がある。」と述べている。
『ガーディアン』は「デヴィッド・ゴードン・グリーン監督が『リトル・ランボーズ』のメガホンを取っていたら、本作のような作品になっていたことだろう。つまり、本作は太陽のように明るい雰囲気の作品でありながら、知的な面白さがある青春映画なのだ。」と称賛している。